# Wydział Wychowania Fizycznego i Zdrowia w Białej Podlaskiej Akademii Wychowania Fizycznego Józefa Piłsudskiego w Warszawie
Wydział Wychowania Fizycznego i Zdrowia w Białej Podlaskiej Akademii Wychowania Fizycznego Józefa Piłsudskiego w Warszawie – jednowydziałowa filia z siedzibą w Białej Podlaskiej Akademii Wychowania Fizycznego Józefa Piłsudskiego w Warszawie, stanowiąca jeden z trzech wydziałów uczelni. Obecnym dziekanem jest dr hab. Hubert Makaruk, prof. AWF.

## Kierunki
- Wychowanie Fizyczne (I i II stopnia)
- Sport (I stopnia)
- e-Sport (I stopnia)
- Trener personalny (I stopnia)
- Turystyka i Rekreacja (I i II stopnia)
- Kosmetologia (I stopnia)
- Fizjoterapia (jednolite mgr, I i II stopnia)
- Terapia zajęciowa (I stopnia)

Akademia prowadzi również studia podyplomowe i doktoranckie.

## Historia
W 1969 na podstawie zarządzenia Ministra Oświaty i Szkolnictwa Wyższego utworzono Wyższe Studium Nauczycielskie jako filię UMCS. W ramach tego Studium powstały 3 kierunki kształcenia: wychowanie fizyczne z nauczaniem początkowym, nauczanie początkowe z wychowaniem fizycznym i nauczanie początkowe z zajęciami praktyczno-technicznymi. Kierownikiem Studium został doc. dr Władysław Romanowski.
Od 1970 jest integralną częścią AWF w Warszawie. W latach 2001–2010 uczelnia nosiła nazwę: Zamiejscowy Wydział Wychowania Fizycznego, w latach 2010–2014: Wydział Wychowania Fizycznego i Sportu w Białej Podlaskiej, a obecnie jest to Wydział Wychowania Fizycznego i Zdrowia w Białej Podlaskiej Akademii Wychowania Fizycznego Józefa Piłsudskiego w Warszawie.
W listopadzie 1969 powołano Klub Uczelniany AZS, a jego prezesem został mgr Józef Starzyński. W 1974 nastąpiła zmiana nazwy na Robotniczo-Akademicki Klub Sportowy („RAKS”). Później w ramach zmian strukturalnych klub zmienił nazwę na obecną: AZS-AWF Biała Podlaska, a jego prezesem jest dr Adam Wilczewski. W klubie działa 7 sekcji sportowych, m.in. I-ligowe: lekkiej atletyki, podnoszenia ciężarów, gimnastyki sportowej, akrobatyki sportowej. Wielu zawodników AZS-AWF reprezentowało barwy Polski, m.in. na Igrzyskach Olimpijskich. W 2005 na stadionie AWF odbyły się Mistrzostwa Polski seniorów w lekkiej atletyce.
W 2021 roku jako pierwsza uczelnia w Polsce powołała do życia kierunek eSport.